# Montagnes Chugach
Les montagnes Chugach sont une chaîne de montagnes situées en Alaska, aux États-Unis, parmi les chaînes côtières du Pacifique. Elles culminent à 4 016 mètres d'altitude au mont Marcus Baker.

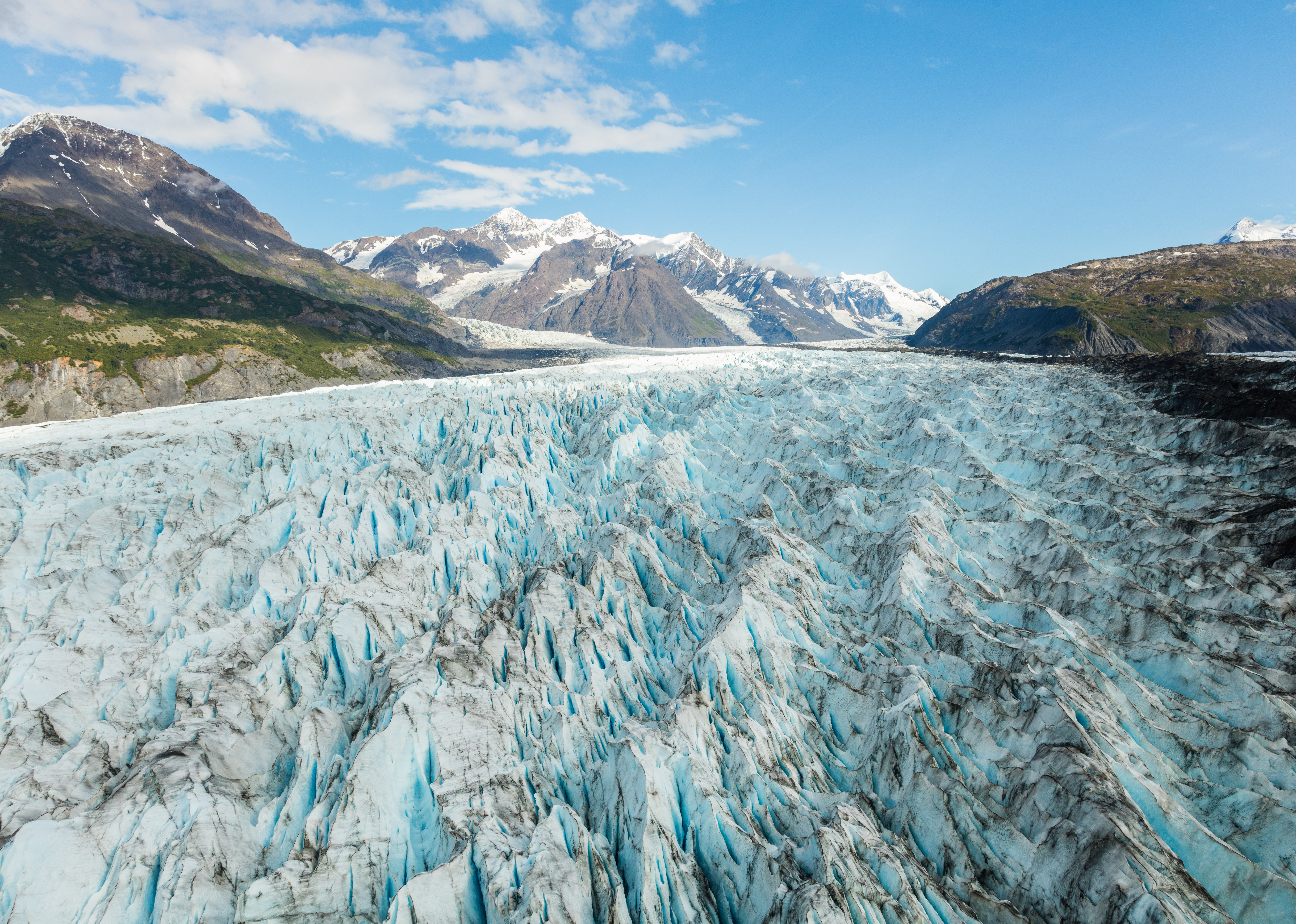
Vue d'un glacier dans le parc d'État de Chugach.
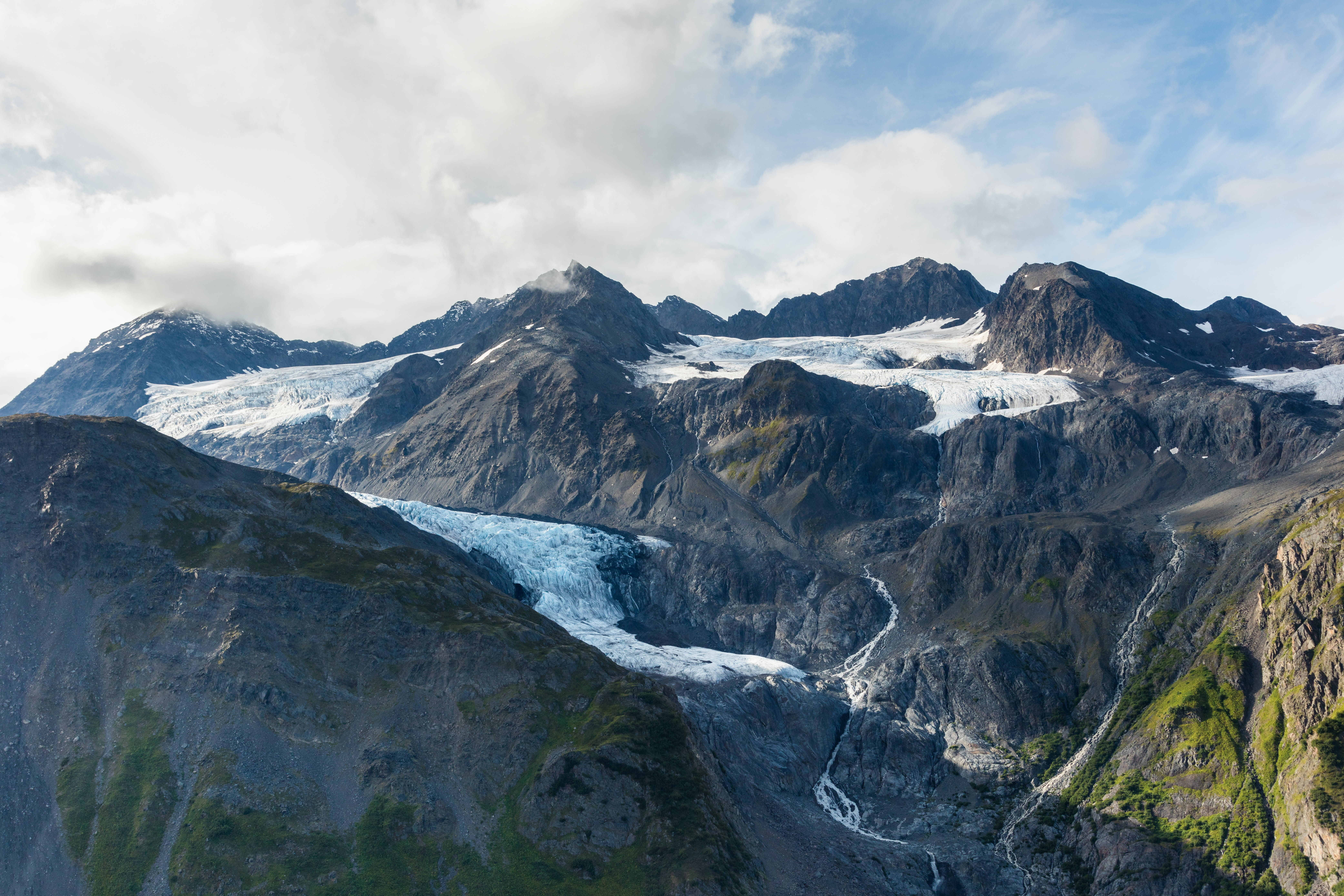
Sommets dans les montagnes Chugach.
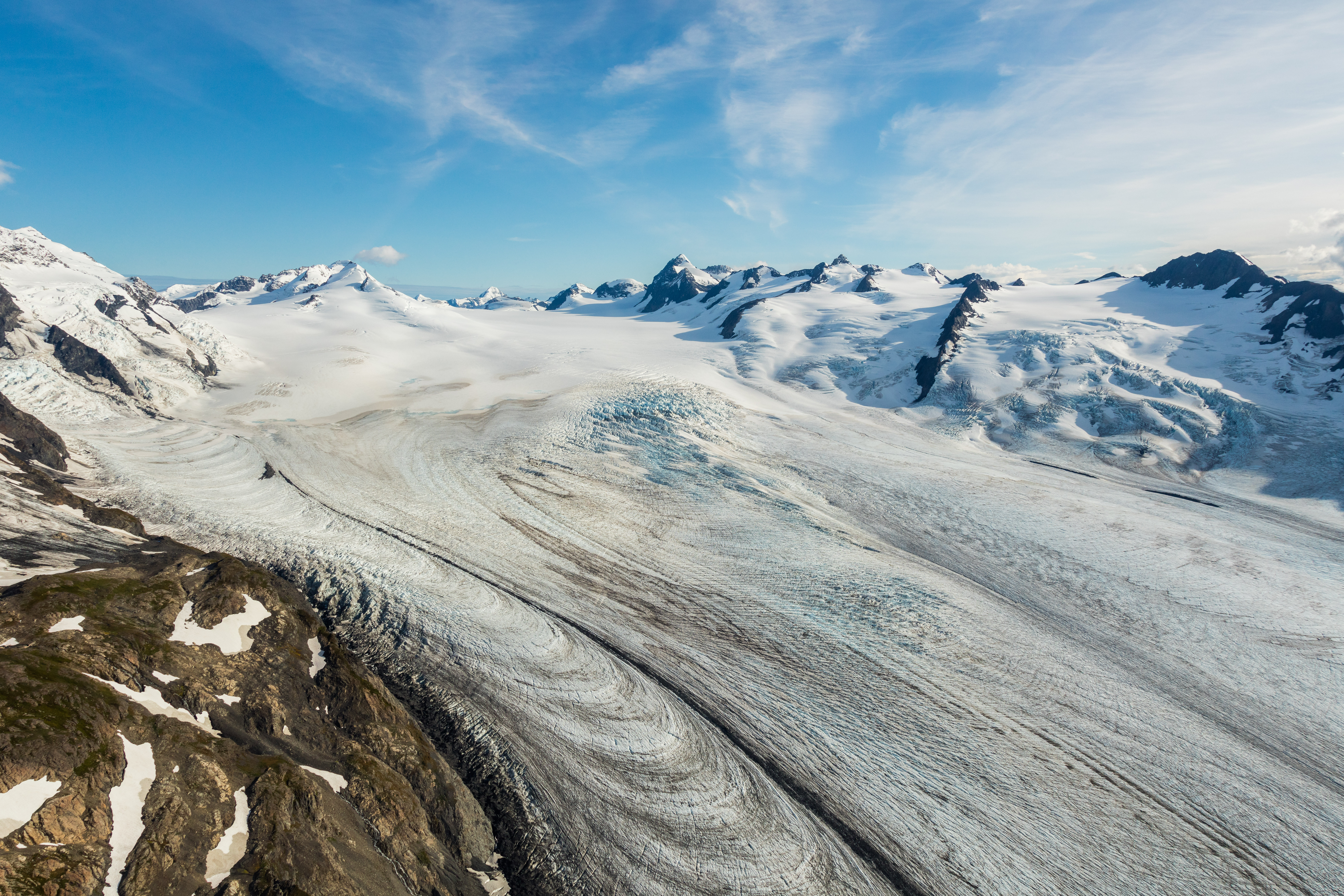
Glacier dans le parc d'État Chugach.
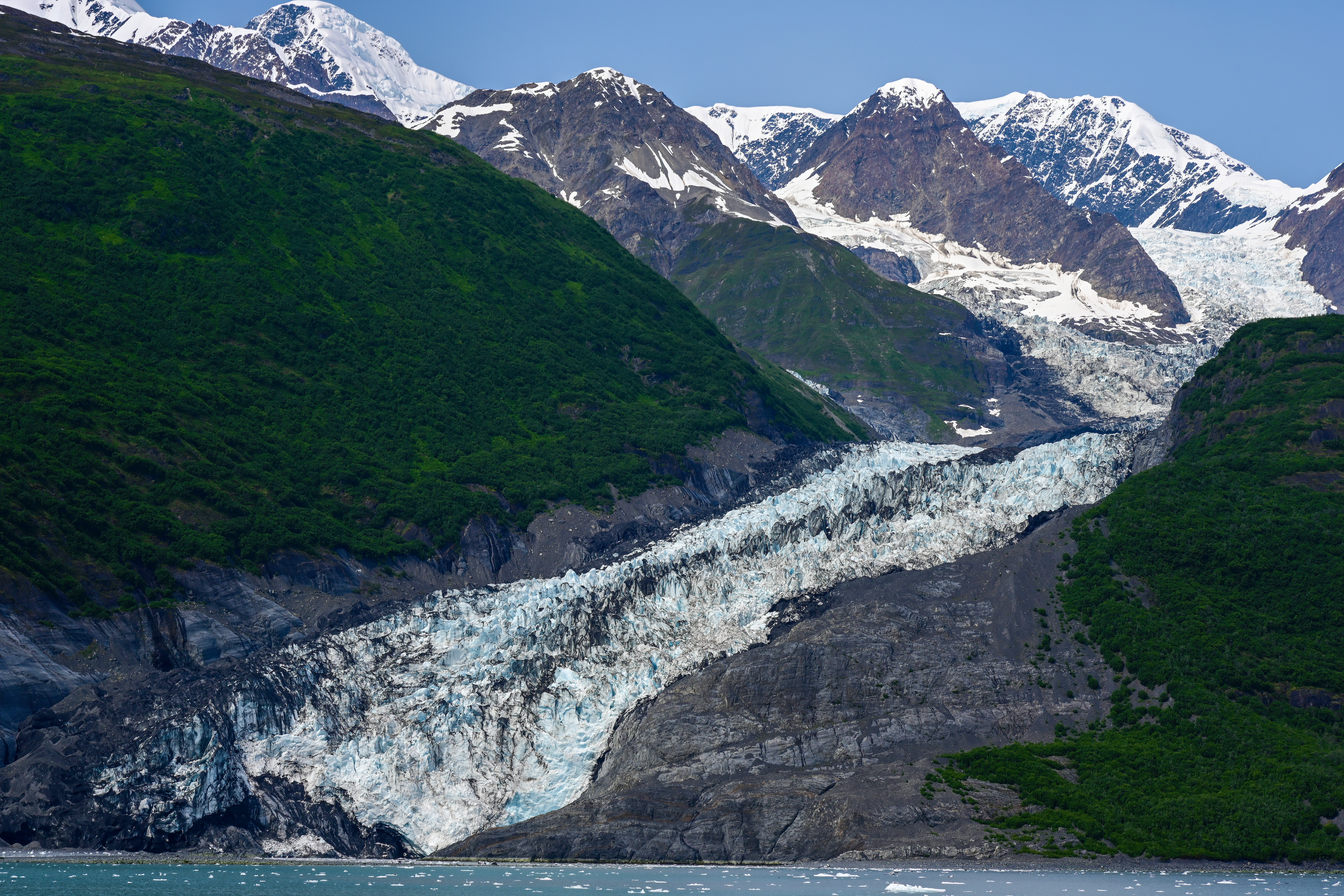
Le glacier Smith dans les montagnes Chugach.

## Liste des principaux sommets

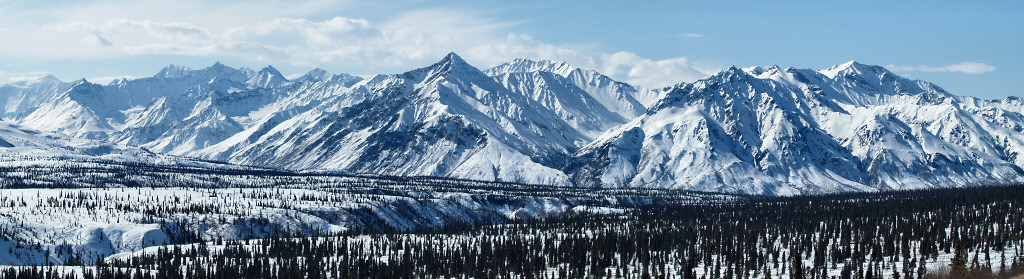
Montagnes Chugach, Alaska, États-Unis.

- Mont Marcus Baker
- Mont Steller
- Mont Palmer
- Flattop Mountain
- Pic Eagle
- Pic Polar Bear